# Campionat de Catalunya d'atletisme - 100 metres llisos
Els 100 metres llisos és una prova del Campionat de Catalunya d'atletisme que es realitza des del 1916 en categoria masculina i des del 1931 en categoria femenina. És considerada la prova reina de velocitat del campionat.

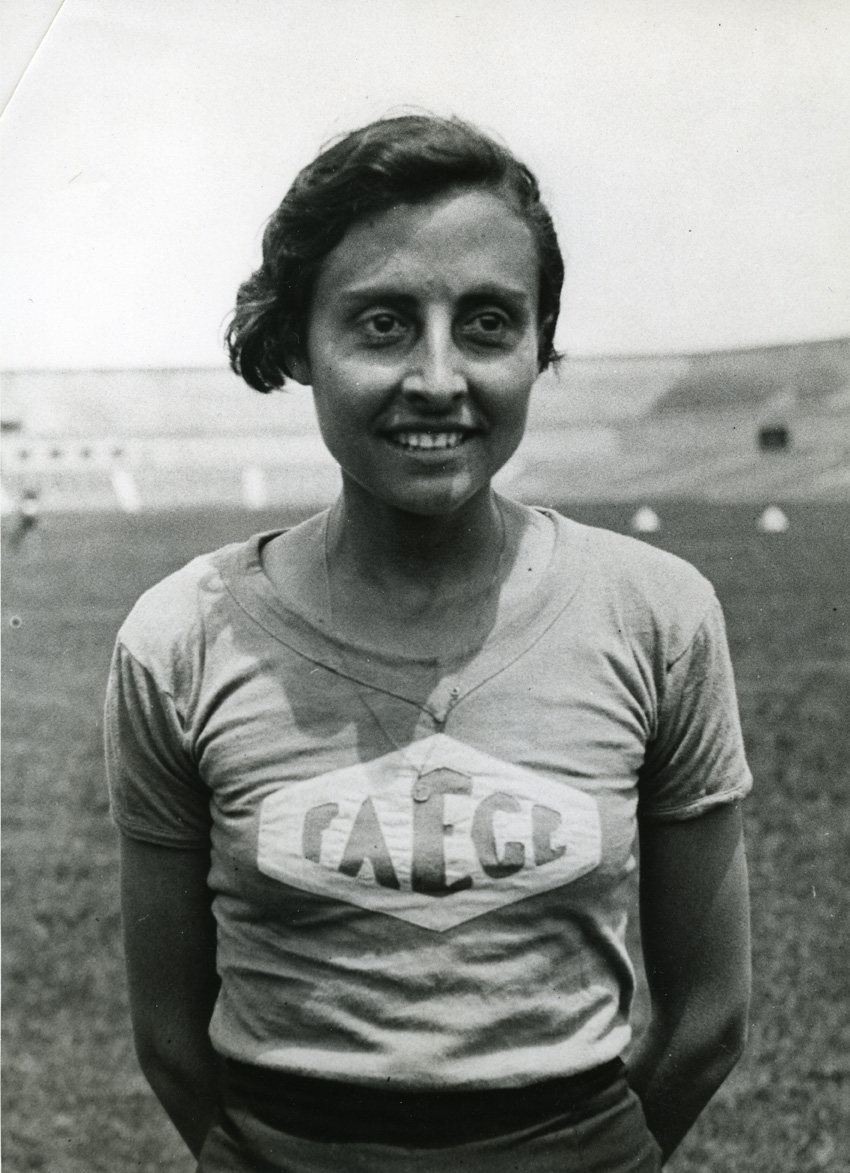
Emília Trepat guanyà dos campionats de Catalunya a la dècada de 1930.

El primer campió masculí fou Rafael Maria Casas (1916), seguit per Leandre Coll en la segona edició (1917). En categoria femenina la primera edició es disputà l'any 1931 però en les distàncies de 60 metres llisos, que fou guanyada per Rosa Castelltort, i una segona prova sobre 80 metres llisos, guanyada per Maria Morros Navarro. Amb l'arribada del Franquisme les dones deixaren de competir en el campionat. Els anys 1947 i 1948, de forma aïllada, es disputaren proves femenines sobre 60 i 100 metres llisos. Denisse Huet fou la vencedora en totes elles. A partir de 1961 es reprengué la prova femenina de forma definitiva i ja sobre la distància definitiva de 100 metres.

## Historial
Llegenda
| Prova disputada sobre una distància de 60 metres llisos.  |
| Prova disputada sobre una distància de 80 metres llisos.  |
| Prova disputada sobre una distància de 100 metres llisos. |

| Edició   | Data | Competició masculina                          | Competició masculina                          | Competició masculina                          | Competició femenina                   | Competició femenina                   | Competició femenina                   | refs.       |
| Edició   | Data | Campió                                        | Club                                          | Temps                                         | Campiona                              | Club                                  | Temps                                 | refs.       |
| -------- | ---- | --------------------------------------------- | --------------------------------------------- | --------------------------------------------- | ------------------------------------- | ------------------------------------- | ------------------------------------- | ----------- |
| I        | 1916 | Rafael Maria Casas                            | SS Pompeia                                    | 12.0                                          | la categoria femenina començà el 1931 | la categoria femenina començà el 1931 | la categoria femenina començà el 1931 | [ 2 ] [ 3 ] |
| II       | 1917 | Leandre Coll                                  | FC Barcelona                                  | 11.8                                          | la categoria femenina començà el 1931 | la categoria femenina començà el 1931 | la categoria femenina començà el 1931 | [ 2 ] [ 4 ] |
| III      | 1918 | Rafael Maria Casas                            | CN Barcelona                                  | 11.4                                          | la categoria femenina començà el 1931 | la categoria femenina començà el 1931 | la categoria femenina començà el 1931 | [ 2 ]       |
| IV       | 1919 | la prova no es va poder disputar per la pluja | la prova no es va poder disputar per la pluja | la prova no es va poder disputar per la pluja | la categoria femenina començà el 1931 | la categoria femenina començà el 1931 | la categoria femenina començà el 1931 | [ 2 ]       |
| V        | 1920 | Rafael Maria Casas                            | CN Barcelona                                  | 11.2                                          | la categoria femenina començà el 1931 | la categoria femenina començà el 1931 | la categoria femenina començà el 1931 | [ 2 ]       |
| -        | 1921 | no es disputà per la crisi federativa         | no es disputà per la crisi federativa         | no es disputà per la crisi federativa         | la categoria femenina començà el 1931 | la categoria femenina començà el 1931 | la categoria femenina començà el 1931 | [ 2 ]       |
| -        | 1922 | no es disputà per la crisi federativa         | no es disputà per la crisi federativa         | no es disputà per la crisi federativa         | la categoria femenina començà el 1931 | la categoria femenina començà el 1931 | la categoria femenina començà el 1931 | [ 2 ]       |
| VI       | 1923 | Rafael Maria Casas                            | FC Barcelona                                  | 11.7                                          | la categoria femenina començà el 1931 | la categoria femenina començà el 1931 | la categoria femenina començà el 1931 | [ 2 ] [ 5 ] |
| VII      | 1924 | Joan Junquera                                 | FC Barcelona                                  | 11.6                                          | la categoria femenina començà el 1931 | la categoria femenina començà el 1931 | la categoria femenina començà el 1931 | [ 2 ] [ 6 ] |
| VIII     | 1925 | Joan Junquera                                 | FC Barcelona                                  | 11.2                                          | la categoria femenina començà el 1931 | la categoria femenina començà el 1931 | la categoria femenina començà el 1931 | [ 2 ]       |
| IX       | 1926 | Josep Paüls                                   | CE Terrassa                                   | 11.8                                          | la categoria femenina començà el 1931 | la categoria femenina començà el 1931 | la categoria femenina començà el 1931 | [ 2 ]       |
| X        | 1927 | Joan Oliver                                   | FC Badalona                                   | 11.6                                          | la categoria femenina començà el 1931 | la categoria femenina començà el 1931 | la categoria femenina començà el 1931 | [ 2 ]       |
| XI       | 1928 | Joan Serrahima                                | Júnior FC                                     | 11.4                                          | la categoria femenina començà el 1931 | la categoria femenina començà el 1931 | la categoria femenina començà el 1931 | [ 2 ]       |
| XII      | 1929 | Joan Oliver                                   | FC Badalona                                   | 11.6                                          | la categoria femenina començà el 1931 | la categoria femenina començà el 1931 | la categoria femenina començà el 1931 | [ 2 ]       |
| XIII     | 1930 | Miquel Arévalo                                | CG Tarragona                                  | 11.8                                          | la categoria femenina començà el 1931 | la categoria femenina començà el 1931 | la categoria femenina començà el 1931 | [ 2 ]       |
| XIV      | 1931 | Lluís Sereix                                  | FC Badalona                                   | 10.9                                          | Rosa Castelltort                      | Club Femení i E.                      | 8.8                                   | [ 2 ]       |
| XIV      | 1931 | Lluís Sereix                                  | FC Badalona                                   | 10.9                                          | Maria Morros Navarro                  | Club Femení i E.                      | 11.2                                  | [ 2 ]       |
| XV       | 1932 | Miquel Arévalo                                | FC Barcelona                                  | 11.0                                          | Maria Morros Navarro                  | Club Femení i E.                      | 11.0                                  | [ 2 ]       |
| XVI      | 1933 | Tomàs Colomer                                 | GEiEG                                         | 11.6                                          | Maria Morros Navarro                  | Club Femení i E.                      | 11.8                                  | [ 2 ]       |
| XVII     | 1934 | Miquel Arévalo                                | BUC                                           | 11.2                                          | Roser Raventós                        | CE Júpiter                            | 11.5                                  | [ 2 ]       |
| XVIII    | 1935 | Miquel Arévalo                                | BUC                                           | 11.4                                          | Emília Trepat                         | FAEGE                                 | 11.5                                  | [ 2 ]       |
| XIX      | 1936 | Joan Duran                                    | GEiEG                                         | 11.6                                          | Emília Trepat                         | Independent                           | 11.4                                  | [ 2 ]       |
| -        | 1937 | no es disputà per la Guerra Civil             | no es disputà per la Guerra Civil             | no es disputà per la Guerra Civil             | no es disputà per la Guerra Civil     | no es disputà per la Guerra Civil     | no es disputà per la Guerra Civil     |             |
| -        | 1938 | no es disputà per la Guerra Civil             | no es disputà per la Guerra Civil             | no es disputà per la Guerra Civil             | no es disputà per la Guerra Civil     | no es disputà per la Guerra Civil     | no es disputà per la Guerra Civil     |             |
| -        | 1939 | no es disputà per la Guerra Civil             | no es disputà per la Guerra Civil             | no es disputà per la Guerra Civil             | no es disputà per la Guerra Civil     | no es disputà per la Guerra Civil     | no es disputà per la Guerra Civil     |             |
| XX       | 1940 | Salvador Mercadé                              | FC Barcelona                                  | 12.1                                          | N/D                                   | N/D                                   | N/D                                   | [ 2 ]       |
| XXI      | 1941 | Tomàs Guàrdia                                 | UGE Badalona                                  | 12.0                                          | N/D                                   | N/D                                   | N/D                                   | [ 2 ]       |
| XXII     | 1942 | Lluís Martínez                                | SEU                                           | 11.5                                          | N/D                                   | N/D                                   | N/D                                   | [ 2 ]       |
| XXIII    | 1943 | Marcel·lí Gené                                | FC Barcelona                                  | 11.7                                          | N/D                                   | N/D                                   | N/D                                   | [ 2 ]       |
| XXIV     | 1944 | Ferran Méndez                                 | GEiEG                                         | 11.6                                          | N/D                                   | N/D                                   | N/D                                   | [ 2 ]       |
| XXV      | 1945 | Ferran Méndez                                 | GEiEG                                         | 12.1                                          | N/D                                   | N/D                                   | N/D                                   | [ 2 ]       |
| XXVI     | 1946 | Emili Vidri                                   | RCD Espanyol                                  | 11.9                                          | N/D                                   | N/D                                   | N/D                                   | [ 2 ]       |
| XXVII    | 1947 | Sebastià Junqueras                            | FC Barcelona                                  | 11.5                                          | Denisse Huet                          | CE Hispano Francès                    | 8.7                                   | [ 2 ]       |
| XXVII    | 1947 | Sebastià Junqueras                            | FC Barcelona                                  | 11.5                                          | Denisse Huet                          | CE Hispano Francès                    | 14.7                                  | [ 2 ]       |
| XXVIII   | 1948 | Francesc Sánchez Madriguera                   | RCD Espanyol                                  | 11.1                                          | Denisse Huet                          | CE Hispano Francès                    | 8.6                                   | [ 2 ]       |
| XXVIII   | 1948 | Francesc Sánchez Madriguera                   | RCD Espanyol                                  | 11.1                                          | Denisse Huet                          | CE Hispano Francès                    | 14.0                                  | [ 2 ]       |
| XXIX     | 1949 | Lluís Bertran                                 | CE Júpiter                                    | 11.5                                          | N/D                                   | N/D                                   | N/D                                   | [ 2 ]       |
| XXX      | 1950 | Sebastià Junqueras                            | CN Barcelona                                  | 11.3                                          | N/D                                   | N/D                                   | N/D                                   | [ 2 ]       |
| XXXI     | 1951 | Xavier Anton                                  | FC Barcelona                                  | 11.4                                          | N/D                                   | N/D                                   | N/D                                   | [ 2 ]       |
| XXXII    | 1952 | Ramón Peñaranda                               | AD Antorcha                                   | 11.7                                          | N/D                                   | N/D                                   | N/D                                   | [ 2 ]       |
| XXXIII   | 1953 | Xavier Anton                                  | FC Barcelona                                  | 11.9                                          | N/D                                   | N/D                                   | N/D                                   | [ 2 ]       |
| XXXIV    | 1954 | Marcel·lí Hosta                               | Lluïsos de Gràcia                             | 11.2                                          | N/D                                   | N/D                                   | N/D                                   | [ 2 ]       |
| XXXV     | 1955 | Marcel·lí Hosta                               | Lluïsos de Gràcia                             | 11.1                                          | N/D                                   | N/D                                   | N/D                                   | [ 2 ]       |
| XXXVI    | 1956 | Josep Picola                                  | CG Barcelonès                                 | 11.3                                          | N/D                                   | N/D                                   | N/D                                   | [ 2 ]       |
| XXXVII   | 1957 | Enric Ichasmendi                              | CA Stadium                                    | 11.3                                          | N/D                                   | N/D                                   | N/D                                   | [ 2 ]       |
| XXXVIII  | 1958 | Enric Ichasmendi                              | CN Barcelona                                  | 11.2                                          | N/D                                   | N/D                                   | N/D                                   | [ 2 ]       |
| XXXIX    | 1959 | Armand Roca                                   | CN Barcelona                                  | 11.0                                          | N/D                                   | N/D                                   | N/D                                   | [ 2 ]       |
| XL       | 1960 | Agustí Salvatella                             | FC Barcelona                                  | 11.2                                          | N/D                                   | N/D                                   | N/D                                   | [ 2 ]       |
| XLI      | 1961 | Armand Roca                                   | CN Barcelona                                  | 11.1                                          | Eva Gossé                             | CE Hispano Francès                    | 13.8                                  | [ 2 ]       |
| XLII     | 1962 | Francesc Font                                 | CA Granollers                                 | 11.1                                          | Maria Lluïsa Consegal                 | CE Hispano Francès                    | 13.3                                  | [ 2 ]       |
| XLIII    | 1963 | Francesc Font                                 | RCD Espanyol                                  | 10.9                                          | Ana Maria Gibert                      | CA Linterna Roja                      | 13.4                                  | [ 2 ]       |
| XLIV     | 1964 | Francesc Font                                 | BM Granollers                                 | 11.1                                          | Ana Maria Gibert                      | CE Universitari                       | 13.3                                  | [ 2 ] [ 7 ] |
| XLV      | 1965 | Jaume Picassó                                 | CA Manresa                                    | 11.4                                          | Isabel Montañà                        | FC Barcelona                          | 13.2                                  | [ 2 ]       |
| XLVI     | 1966 | Pere Aguadé                                   | GEiEG                                         | 11.0                                          | Nadia Cánovas                         | FC Barcelona                          | 13.0                                  | [ 2 ]       |
| XLVII    | 1967 | Joan Seguí                                    | JA Sabadell                                   | 11.6                                          | Rosa Quesada                          | UE Santboiana                         | 13.2                                  | [ 2 ]       |
| XLVIII   | 1968 | Antoni Gomà                                   | CA Laietània                                  | 10.9                                          | Isabel Montañà                        | FC Barcelona                          | 12.8                                  | [ 2 ]       |
| XLIX     | 1969 | Pere Aguadé                                   | GEiEG                                         | 11.0                                          | Isabel Montañà                        | CE Universitari                       | 12.7                                  | [ 2 ]       |
| L        | 1970 | Josep Jordi Parellada                         | CE Universitari                               | 10.8                                          | Isabel Montañà                        | CN Barcelona                          | 12.7                                  | [ 2 ]       |
| LI       | 1971 | Josep Jordi Parellada                         | CE Universitari                               | 10.8                                          | Mercè Ribelles Buxaderas              | CE Universitari                       | 12.8                                  | [ 2 ]       |
| LII      | 1972 | Juan A. López Cancho                          | CE Universitari                               | 11.2                                          | Mercè Ribelles Buxaderas              | CE Universitari                       | 12.7                                  | [ 2 ]       |
| LIII     | 1973 | Fco. Javier Espinach                          | CE Universitari                               | 10.6                                          | Mercè Boixet                          | CA Laietània                          | 12.7                                  | [ 2 ]       |
| LIV      | 1974 | Fco. Javier Espinach                          | CE Universitari                               | 10.8                                          | Dolors Vives                          | CA Manresa                            | 12.6                                  | [ 2 ]       |
| LV       | 1975 | Adrià Parellada                               | CE Universitari                               | 11.1                                          | Dolors Vives                          | CA Manresa                            | 12.6                                  | [ 2 ]       |
| LVI      | 1976 | Jaume Campderrós                              | FC Barcelona                                  | 10.8                                          | Mercè Boixet                          | CA Laietània                          | 12.3                                  | [ 2 ]       |
| LVII     | 1977 | Juan A. Pascual Romero                        | FC Barcelona                                  | 10.8                                          | Conxita Minguella                     | CN Barcelona                          | 12.4                                  | [ 2 ]       |
| LVIII    | 1978 | Jaume Campderrós                              | FC Barcelona                                  | 10.7                                          | Esther Ruiz                           | CA Laietània                          | 12.2                                  | [ 2 ]       |
| LIX      | 1979 | Xavier Martinez                               | AD Antorcha                                   | 10.64                                         | Dolors Vives                          | CN Barcelona                          | 12.0                                  | [ 2 ]       |
| LX       | 1980 | Josep Carbonell                               | CN Barcelona                                  | 10.49                                         | Dolors Vives                          | CN Barcelona                          | 12.10                                 | [ 2 ]       |
| LXI      | 1981 | Josep Carbonell                               | CN Barcelona                                  | 10.55                                         | Dolors Vives                          | CN Barcelona                          | 12.09                                 | [ 2 ]       |
| LXII     | 1982 | Josep Maria Rispa                             | AD Antorcha                                   | 10.61                                         | Teresa Rioné                          | CE Universitari                       | 12.23                                 | [ 2 ]       |
| LXIII    | 1983 | Alberto Ruiz                                  | CN Barcelona                                  | 10.91                                         | Teresa Rioné                          | CE Universitari                       | 12.11                                 | [ 2 ]       |
| LXIV     | 1984 | Josep Maria Rispa                             | AD Antorcha                                   | 10.90                                         | Teresa Rioné                          | CG Barcelonès                         | 12.27                                 | [ 2 ]       |
| LXV      | 1985 | Josep Maria Rispa                             | AD Antorcha                                   | 11.06                                         | Yolanda Díaz                          | CG Barcelonès                         | 12.60                                 | [ 2 ]       |
| LXVI     | 1986 | David Vigo                                    | JA Barcelona                                  | 10.76                                         | Loli Bermúdez                         | CN Figueres                           | 12.17                                 | [ 2 ]       |
| LXVII    | 1987 | Ángel Heras                                   | FC Barcelona                                  | 10.74                                         | Yolanda Díaz                          | CN Barcelona                          | 11.71                                 | [ 2 ]       |
| LXVIII   | 1988 | Josep Carbonell                               | CA Vic                                        | 10.98                                         | Yolanda Díaz                          | AE L'Hospitalet                       | 12.14                                 | [ 2 ]       |
| LXIX     | 1989 | Lluís Turón                                   | GEiEG                                         | 10.69                                         | Yolanda Díaz                          | AE L'Hospitalet                       | 11.82                                 | [ 2 ] [ 8 ] |
| LXX      | 1990 | Jordi Salvador                                | FC Barcelona                                  | 10.87                                         | Elvira Ruiz                           | Cornellà At.                          | 12.25                                 | [ 2 ]       |
| LXXI     | 1991 | Avelino Fernández                             | CPE Canaletes                                 | 10.93                                         | Carme Blay                            | CA Sitges                             | 12.08                                 | [ 2 ]       |
| LXXII    | 1992 | Israel Luque                                  | FC Barcelona                                  | 10.87                                         | Mireia Ruiz                           | CA Vic                                | 12.33                                 | [ 2 ]       |
| LXXIII   | 1993 | Jordi Mayoral                                 | GEiEG                                         | 10.51                                         | Carme Blay                            | CN Reus Ploms                         | 11.88                                 | [ 2 ]       |
| LXXIV    | 1994 | Carles Franquès                               | CG Tarragona                                  | 10.78                                         | Elvira Ruiz                           | AA Catalunya                          | 12.12                                 | [ 2 ]       |
| LXXV     | 1995 | Lluís Turón                                   | GEiEG                                         | 10.70                                         | Elvira Ruiz                           | AA Catalunya                          | 11.7                                  | [ 2 ]       |
| LXXVI    | 1996 | Carles Franquès                               | CG Tarragona                                  | 10.89                                         | Carme Blay                            | FC Barcelona                          | 11.90                                 | [ 2 ]       |
| LXXVII   | 1997 | Eduard Perales                                | AA Catalunya                                  | 11.44                                         | Elvira Ruiz                           | AA Catalunya                          | 12.72                                 | [ 2 ]       |
| LXXVIII  | 1998 | Jordi Mayoral                                 | GEiEG                                         | 10.55                                         | Laura Gallardo                        | Transports T2                         | 12.09                                 | [ 2 ]       |
| LXXIX    | 1999 | José Illán                                    | CD Nike International                         | 10.46                                         | Carme Blay                            | València CA                           | 11.87                                 | [ 2 ]       |
| LXXX     | 2000 | Jordi Mayoral                                 | GEiEG                                         | 10.64                                         | Laura Trapero                         | GEiEG                                 | 12.20                                 | [ 2 ]       |
| LXXXI    | 2001 | Ernest Roca                                   | FC Barcelona                                  | 11.01                                         | Carme Blay                            | València TiM                          | 11.93                                 | [ 2 ]       |
| LXXXII   | 2002 | José Guzmán                                   | Integra 2                                     | 10.73                                         | Carme Blay                            | València TiM                          | 11.72                                 | [ 2 ]       |
| LXXXIII  | 2003 | Jordi Mayoral                                 | GEiEG                                         | 10.73                                         | Margarita de Miguel                   | AAC-UBAE                              | 11.99                                 | [ 2 ]       |
| LXXXIV   | 2004 | José Guzmán                                   | Integra 2                                     | 10.64                                         | Margarita de Miguel                   | AAC-UBAE                              | 12.20                                 | [ 2 ]       |
| LXXXV    | 2005 | Marc Puigtió                                  | FC Barcelona                                  | 10.82                                         | Laura Trapero                         | FC Barcelona                          | 12.26                                 | [ 2 ]       |
| LXXXVI   | 2006 | Álvaro Aljarilla                              | FC Barcelona                                  | 10.72                                         | Sílvia Riba                           | CA Vic                                | 12.29                                 | [ 2 ]       |
| LXXXVII  | 2007 | Marc Altés                                    | CN Reus Ploms                                 | 10.95                                         | Sílvia Riba                           | CA Vic                                | 12.15                                 | [ 2 ]       |
| LXXXVIII | 2008 | Álvaro Aljarilla                              | FC Barcelona                                  | 10.56                                         | Sílvia Riba                           | CA Vic                                | 11.90                                 | [ 2 ]       |
| LXXXIX   | 2009 | Eduard Viles                                  | CA Igualada                                   | 10.49                                         | Sílvia Riba                           | CA Vic                                | 11.99                                 | [ 2 ]       |
| XC       | 2010 | Rubén Pros                                    | Medilast Lleida                               | 10.68                                         | Placidia A Martínez                   | FC Barcelona                          | 12.18                                 | [ 2 ]       |
| XCI      | 2011 | Adrià Burriel                                 | ISS-L'Hospitalet                              | 11.04                                         | Placidia A Martínez                   | FC Barcelona                          | 12.24                                 | [ 2 ]       |
| XCII     | 2012 | Adrià Burriel                                 | CA Mollet                                     | 10.69                                         | Oyidiya Oji                           | ISS-L'Hospitalet                      | 12.15                                 | [ 2 ]       |
| XCIII    | 2013 | Sergio Ruiz                                   | JA Sabadell                                   | 10.52                                         | Estela Garcia                         | València TiM                          | 11.64                                 | [ 2 ]       |
| XCIV     | 2014 | Eduard Viles                                  | CA Igualada                                   | 10.48                                         | Cristina Lara                         | FC Barcelona                          | 11.81                                 | [ 2 ]       |
| XCV      | 2015 | Patrick Chinedu Ike                           | CA Platges de Castelló                        | 10.49                                         | Placidia A Martínez                   | FC Barcelona                          | 12.17                                 | [ 2 ]       |
| XCVI     | 2016 | Patrick Chinedu Ike                           | CA Platges de Castelló                        | 10.50                                         | Cristina Lara                         | FC Barcelona                          | 11.61                                 | [ 2 ]       |
| XCVII    | 2017 | Patrick Chinedu Ike                           | CA Platges de Castelló                        | 10.70                                         | Cristina Lara                         | FC Barcelona                          | 11.66                                 | [ 2 ]       |
| XCVIII   | 2018 | Patrick Chinedu Ike                           | CA Platges de Castelló                        | 10.50                                         | Laia Solà                             | Avinet Manresa                        | 12.02                                 | [ 2 ]       |
| XCIX     | 2019 | Patrick Chinedu Ike                           | CA Platges de Castelló                        | 10.47                                         | Cristina Lara                         | FC Barcelona                          | 11.55                                 | [ 2 ]       |
| C        | 2020 | Joan Martínez                                 | FC Barcelona                                  | 10.96                                         | Anna Obradors                         | L'Hospitalet At.                      | 12.25                                 | [ 2 ]       |
| CI       | 2021 | Bernat Canet                                  | Cornellà At.                                  | 10.71                                         | Ona Rossell                           | CA Platges de Castelló                | 11.90                                 | [ 2 ]       |
| CII      | 2022 | Bernat Canet                                  | Cornellà At.                                  | 10.33                                         | Jaël Sakura Bestué                    | FC Barcelona                          | 11.54                                 | [ 2 ]       |
| CIII     | 2023 | Bernat Canet                                  | Cornellà At.                                  | 10.49                                         | Ona Rossell                           | CA Platges de Castelló                | 11.89                                 | [ 2 ]       |
| CIV      | 2024 | Arnau Monné                                   | FACSA-P. Castelló                             | 10.34                                         | Jazmín Romeu                          | FC Barcelona                          | 11.54                                 | [ 2 ]       |

1. ↑  Federació d'Alumnes i Exalumnes dels Grups Escolars.
2. 1 2 3  Des de la temporada 2012-2013, els atletes estrangers que per 3r any consecutiu hagin diligenciat llicència amb la FCA poden ser campions.